# The Zen Circus
The Zen Circus ist eine italienische Rockband aus Pisa.

## Geschichte
Die Gruppe geht auf das Duo The Zen zurück, bestehend aus Andrea Appino und Teschio (Marcello Bruzzi), das sich 1994 in Pisa formierte und 1998 in Eigenproduktion das Album About Thieves, Farmers, Tramps and Policemen veröffentlichte. Nachdem sich den beiden der Bassist Ufo angeschlossen hatte und ersten gemeinsamen Liveerfahrungen erschien 2001 das erste offizielle Album von Zen Circus: Visited by the Ghost of Blind Willie Lemon Juice Namington IV. Es folgten eine Vielzahl von Auftritten, bis 2003 Schlagzeuger Teschio ausstieg und durch Karim Qqru ersetzt wurde. In neuer Besetzung nahm die Band 2004 das Album Doctor Seduction auf, das sowohl bei Kritikern als auch beim Publikum auf viel Zuspruch stieß und sie auch über ihre Nische hinaus bekannter werden ließ.
Schon 2005 erschien das nächste Album der Band, Life and Opinions of Nello Scarpellini, Gentleman, das neben englischen Liedern auch einige in italienischer und französischer Sprache enthielt. Bei der folgenden Tournee vertiefte die Gruppe ihre Freundschaft zum Violent-Femmes-Bassisten Brian Ritchie, woraufhin Zen Circus 2007 die italienischen Konzerte der amerikanischen Band begleitete. Ritchie arbeitete danach sowohl als Musiker als auch als Produzent mit der Band an ihrem vierten Album Villa inferno, an dem auch weitere Gastmusiker beteiligt waren, etwa Kim und Kelley Deal (Pixies, Breeders), Jerry Harrison (Talking Heads) und Giorgio Canali (C.S.I.).
Das fünfte Album Andate tutti affanculo erschien 2009. Mit dem Nachfolger Nati per subire gelang der Band erstmals ein Charterfolg, was sich (nach einer EP 2012, Metal Arcade) auch 2014, 2016 und 2018 bei der Veröffentlichung der Alben Canzoni contro la natura, La terza guerra mondiale bzw. Il fuoco in una stanza wiederholte. 2016 stieß Francesco Pellegrini als zweiter Gitarrist zur Band. Ende 2018 wurde die Teilnahme von Zen Circus am Sanremo-Festival 2019 bekanntgegeben.

## Diskografie

### Alben
- 1998: About Thieves, Farmers, Tramps and Policemen (als The Zen)
- 2001: Visited by the Ghost of Blind Willie Lemon Juice Namington IV (Ice For Everyone)
- 2004:Doctor Seduction
- 2005:Life and Opinions of Nello Scarpellini, Gentleman (I dischi de l’amico immaginario)
- 2008:Villa Inferno (mit Brian Ritchie; Unhip Records)
- 2009:Andate tutti affanculo (Unhip Records / La Tempesta Dischi)

| Jahr | Titel Musiklabel                                     | Höchstplatzierung, Gesamtwochen, AuszeichnungChartsChartplatzierungen (Jahr, Titel, Musiklabel, Platzierungen, Wochen, Auszeichnungen, Anmerkungen) | Anmerkungen                                       |
| Jahr | Titel Musiklabel                                     | IT | Anmerkungen                                       |
| ---- | ---------------------------------------------------- | --- | ------------------------------------------------- |
| 2011 | Nati per subire La Tempesta Dischi                   | IT31 (2 Wo.)IT | Erstveröffentlichung: 11. Oktober 2011            |
| 2014 | Canzoni contro la natura La Tempesta Dischi          | IT9 (3 Wo.)IT | Erstveröffentlichung: 21. Januar 2014             |
| 2016 | La terza guerra mondiale La Tempesta Dischi          | IT6 (4 Wo.)IT | Erstveröffentlichung: 23. September 2016          |
| 2018 | Il fuoco in una stanza Woodworm / La Tempesta Dischi | IT7 (9 Wo.)IT | Erstveröffentlichung: 2. März 2018                |
| 2019 | Vivi si muore 1999–2019 Woodworm                     | IT15 (3 Wo.)IT | Erstveröffentlichung: 7. Februar 2019 Kompilation |
| 2020 | L’ultima casa accogliente                            | IT7 (2 Wo.)IT | Erstveröffentlichung: 12. November 2020           |

### Singles
| Jahr | Titel Album                                     | Höchstplatzierung, Gesamtwochen, AuszeichnungChartsChartplatzierungen (Jahr, Titel, Album, Platzierungen, Wochen, Auszeichnungen, Anmerkungen) | Anmerkungen                           |
| Jahr | Titel Album                                     | IT | Anmerkungen                           |
| ---- | ----------------------------------------------- | --- | ------------------------------------- |
| 2019 | L’amore è una dittatura Vivi si muore 1999–2019 | IT47 (1 Wo.)IT | Erstveröffentlichung: 6. Februar 2019 |

Weitere Singles
- 2016: L’anima non conta – Gold (25.000+)[3]

## Belege
1. 1 2  Alben von Zen Circus. In: Italiancharts.com. Hung Medien, abgerufen am 21. Dezember 2018.
2. ↑  Singles von Zen Circus. In: Italiancharts.com. Hung Medien, abgerufen am 15. März 2019.
3. ↑  Auszeichnungsarchiv. FIMI, abgerufen am 18. März 2019 (italienisch).